# Свидетели Иеговы в России
Свиде́тели Иего́вы в Росси́и — отделение международной религиозной организации «Свидетели Иеговы» на территории Российской Федерации.
Российская история свидетелей Иеговы началась в конце XIX века. В 1887 году журнал «Сторожевая башня» уже читали в России. В 1891 году Чарльз Тейз Расселл, который тогда возглавлял деятельность Исследователей Библии, посетил Россию для проповеди. Примерно в то же время Симеон Козлицкий, выпускник православной духовной семинарии, будучи в поездке в Соединённых Штатах Америки, познакомился с учением Исследователей Библии. По возвращении в Россию Козлицкий рассказывал людям о новой вере, пока в 1891 году он не был сослан в Сибирь по обвинению в оскорблении митрополита Московского. В 1913 году свидетели Иеговы (тогда «Исследователей Библии») были официально зарегистрированы в Российской империи, получив право официально вести миссионерскую деятельность.
После Великой Отечественной войны свидетели Иеговы находились в СССР на нелегальном положении и подвергались арестам и массовым депортациям, поскольку власти считали их антисоветской организацией. 27 марта 1991 года, незадолго до распада СССР, свидетели Иеговы в России вновь получили официальную регистрацию; в 1996 году члены организации, подвергшиеся преследованию советскими властями, были реабилитированы и признаны жертвами политических репрессий.
Численность свидетелей Иеговы в России в 2016 году, по данным организации, составляла 171 828 человек. На 15 мая 2015 года в стране имелось 408 зарегистрированных местных религиозных организаций свидетелей Иеговы, в том числе 22 — в Республике Крым. На начало 2017 года в России действовало около 2500 общин (собраний), проводящих совместные встречи.
В начале 2000-х власти России вернулись к практике преследования свидетелей Иеговы. В итоге 20 апреля 2017 года решением Верховного суда Российской Федерации деятельность религиозной организации «Управленческий центр свидетелей Иеговы в России» и всех его региональных 395 отделений признана экстремистской и запрещена на территории России. Решение вступило в законную силу 17 июля 2017 года, а 17 августа 2017 года Минюст РФ включил «Управленческий центр свидетелей Иеговы в России» и его 395 местных религиозных организаций в список запрещённых в России организаций. При этом, согласно разъяснению Пленума Верховного суда от 28 октября 2021 года, судом были запрещены и ликвидированы юридические лица, но само религиозное течение и исповедание религии не запрещены, а верующие могут реализовывать свои права на свободу совести и вероисповедания (как индивидуально, так и совместно) (ранее такую же позицию высказали Правительство РФ, МИД РФ и Совет по правам человека РФ). Тем не менее, с 2018 года началась волна арестов и уголовных дел в отношении свидетелей Иеговы: на январь 2023 года побывали или оставались в заключении около 367 человек, а общее число тех, кто подвергся преследованию, составило не менее 660 человек.
В 2018 году была подана жалоба в Европейский суд по правам человека от 395 запрещённых региональных отделений организации и отдельных свидетелей Иеговы на дискриминацию в России. 7 июня 2022 года ЕСПЧ признал запрет свидетелей Иеговы в России нарушающим права человека и потребовал прекратить преследования, освободить 91 заключённого из числа свидетелей Иеговы, отменить запрет публикаций и сайта, вернуть всё конфискованное имущество, а также выплатить компенсации за нематериальный ущерб на сумму более 3,4 млн евро.

## История

### Российская империя
В 1891 году Россию посетил Чарльз Рассел, основатель движения Исследователей Библии, чтобы оценить ситуацию в стране. Вскоре в Россию стала поставляться библейская литература Исследователей Библии, в основном на немецком языке. На русском языке на тот момент литература не издавалась. В 1911 году на русском языке вышел первый трактат Общества Сторожевой башни, который назывался «Где находятся умершие?».
В 1913 году Исследователи Библии были официально зарегистрированы в Российской империи: российское правительство официально признало офис Исследователей Библии в Финляндии, входившей в состав Российской империи, после чего свидетели Иеговы получили право вести свою миссионерскую деятельность на всей территории империи.

### Советская Россия и СССР

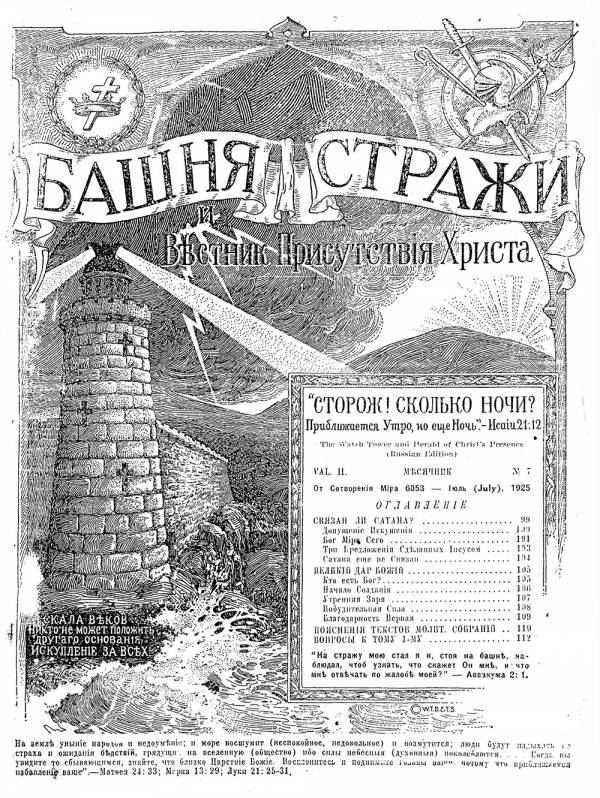
«Башня стражи» (1925)

В 1920—1930-х годах Исследователи Библии действовали в Харькове. Какое-то время в конце 1920-х годов их деятельностью руководил назначенный из США Джордж Янг. Он даже получил в Москве разрешения напечатать 15 000 экземпляров брошюр «Свобода» и «Где находятся умершие?». К 1925 году журнал «Сторожевая башня» (до 1964 году «Башня стражи») стал издаваться на русском языке. В 1928 году в Москве Джордж Янг подает прошение о том, чтобы узаконить деятельность Исследователей Библии в Советском Союзе. Власти отказывают ему в продлении визы.
Вплоть до начала Второй мировой войны число Исследователей Библии (с 1931 года — уже свидетели Иеговы) в Советском Союзе было невелико.
Число свидетелей Иеговы в СССР резко возросло после присоединения к нему в 1939—1940 годах Западной Украины, Западной Белоруссии, Эстонии, Латвии, Литвы и Молдавии. Также появились свидетели Иеговы в Сибири и на Дальнем Востоке. Помимо этого, некоторые советские узники нацистских концентрационных лагерей познакомились там со свидетелями Иеговы, сидящими за свои убеждения.
После войны свидетели Иеговы находились на нелегальном положении, они неоднократно подвергались аресту и массовым депортациям за антисоветскую пропаганду. Например, в 1951 году в результате операции «Север» в Сибирь были сосланы более 8 тысяч свидетелей Иеговы из европейской части СССР.
В то же время, по признанию свидетелей Иеговы, в 1948 году имела место политика послушности администрации лагеря и отказа некоторых рядовых членов организации от совместного выступления заключенных: 

В 1948 году заключенные в одном воркутинском лагере подняли восстание. Восставшие сказали заключенным, что всё получится, если разбиться по группам, например по национальности или религиозной принадлежности. В то время в лагере было 15 Свидетелей. Мы сказали бунтарям, что мы, Свидетели Иеговы, христиане и что не участвуем в таких делах. Мы объяснили, что ранние христиане не участвовали в мятежах против римлян. Конечно, это было неожиданно для многих заключенных, но мы твердо стояли на своём. Это восстание имело печальные последствия. Вооруженные солдаты подавили восстание и согнали восставших заключённых в другой барак. Затем его облили бензином и подожгли. Почти все в нём погибли. Но братьев солдаты не тронули.— История Свидетелей Иеговы в России: Спасены благодаря христианскому нейтралитету // Официальный сайт Свидетелей Иеговы в России
В 1950-х годах КГБ для более эффективного преследования свидетелей Иеговы стали внедрять в организацию опытных агентов. Некоторым агентам даже удалось занять в организации ответственное положение. Агенты передавали библейскую литературу Общества в КГБ. В середине 1950-х годов многие собрания перестали отдавать отчёты Комитету страны, фактически отделившись от него.

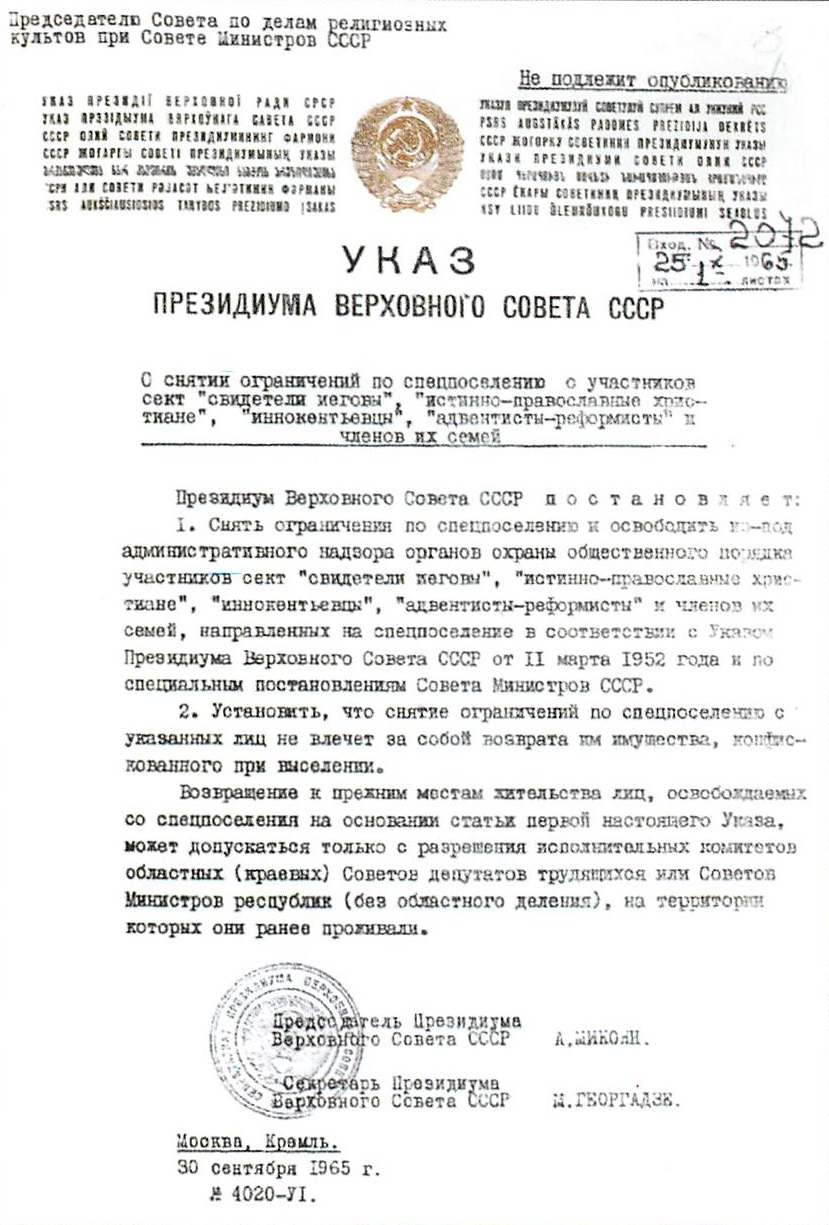
Указ Президиума Верховного Совета СССР о снятии ограничений по спецпоселению с участников сект, 30.09.1965

В 1960-х годах, в период Хрущёвской антирелигиозной кампании, произошёл раскол в организации Свидетелей Иеговы в СССР. В то время из-за изменения в их учении в отношении «высших властей» в журнале «Сторожевая башня» писалось о необходимости легализации деятельности и обязательной регистрации в государственных органах. Это изменение вызвало подозрение о вмешательстве КГБ в производство литературы свидетелей Иеговы, что на время привело к полному отказу некоторых Свидетелей от её использования. Через несколько лет ситуация прояснилась, но часть свидетелей Иеговы продолжила независимое существование и переиздавала старые выпуски «Сторожевой башни». Отдельные группы этого течения существуют и по сей день, по-прежнему издавая чёрно-белые журналы кустарным способом и резко критикуя современных свидетелей Иеговы.
В 1965 году советское правительство издало указ об освобождении всех свидетелей Иеговы, которые были сосланы в Сибирь с 1949 по 1951 годы. Однако большинству свидетелей Иеговы всё-таки не разрешалось вернуться на своё прежнее место жительства. Те, кто не захотел остаться в Сибири, решили переехать туда, где нужны были возвещатели.
В то же время в СССР свидетели Иеговы воспринимались, как антисоветская организация: «Работая в условиях строгой конспирации, секта ведёт антиобщественную пропаганду, призывая верующих отказываться от службы в Советской Армии, от выборов в Советы и т. п.».
Численность свидетелей Иеговы в послевоенном СССР была небольшой, но во второй половине 1970-х годов росла. В 1974 году в СССР насчитывалось 18,7 тыс. свидетелей Иеговы, а в 1979 году уже 25,6 тыс. свидетелей Иеговы. В конце 1970-х годов 60 % свидетелей Иеговы проживали в Молдавии, а ещё 20 % — на Западной Украине.

### Российская Федерация
27 марта 1991 года свидетели Иеговы в РСФСР получили официальную регистрацию. К тому времени в стране, по собственным данным организации, насчитывалось уже 15 987 возвещателей. С 26 по 28 июня 1992 года в Санкт-Петербурге состоялся международный конгресс свидетелей Иеговы — первый в истории международный конгресс на территории бывшего СССР. В 1993 году был проведён международный конгресс в Москве.
Русская православная церковь на Архиерейском соборе 1994 года выступила против свидетелей Иеговы, причисляя их к религиозным организациям, опасным для церкви, общества и государства.
14 марта 1996 года указом президента России Б. Н. Ельцина свидетели Иеговы, депортированные в Сибирь, были полностью реабилитированы и признаны жертвами политических репрессий.
В 1996 году свидетели Иеговы напечатали в Италии приблизительно 300 000 экземпляров Библии на русском языке, включавшей перевод архимандрита Макария, найденный в 1993 году в Российской национальной библиотеке в Санкт-Петербурге в старых журналах «Православное Обозрение». Также в 2001 году на русском языке свидетели Иеговы издали Библию, включающую Ветхий Завет, выполненный в Синодальном переводе, и Новый Завет — в «Переводе нового мира».
Строительство российского «Вефиля» (комплекса зданий, в котором затем располагался Управленческий центр свидетелей Иеговы в России) в посёлке Солнечное под Санкт-Петербургом началось в 1993, а завершилось в 1997 году. В 1999 было году сдано в эксплуатацию здание первого зала конгрессов в России — также в Санкт-Петербурге. По всей России возводились «Залы Царства» — здания для еженедельных встреч местных собраний.
По мнению религиоведа Романа Силантьева, основной рост числа свидетелей Иеговы в России пришёлся на период с конца 1980-х, в результате чего к середине 2010-х годов число юридических лиц — местных религиозных организаций (МРО) дошло до 409. Затем, по его мнению, «рост прекратился», некоторые МРО были ликвидированы и к 2017 году их осталось «порядка 400».

## Численность и состав
8 сентября 1999 года журналисты газеты «НГ-Религии» Б. Лукичёв и А. Протопопов отмечали, что в России у Свидетелей Иеговы 70 процентов составляют женщины и 30 процентов мужчин, чей общий возраст находится в промежутке от 9 до 70 лет. При этом мужчины занимают все руководящие должности. Соотношение мужчин и женщин в возрасте 9—20 лет составляет 24,4 % и 12,6 %, в возрасте 20—30 лет — 35,1 % и 22,4 %, в возрасте 30—40 лет — 10,6 % и 16,1 %, в возрасте 40—50 лет — 13,6 % и 16,1 %, в возрасте 50—60 лет — 10,6 % и 16,7 %. По профессии 6,3 % — директора, управленцы и научные работники, 15,6 % — педагоги и студенты, 39,1 % — пенсионеры.
В конце марта 2017 года религиовед Роман Силантьев в экспертном комментарии для «РИА Новости» отметил, что, по имеющимся у него данным, в России насчитывается около 165 тысяч свидетелей Иеговы и примерно 400 юридических лиц — местных религиозных организаций (МРО). Согласно ежегодно публикуемым самой организацией данным, численность свидетелей Иеговы в России в 2016 году составляла 171 828 человек. На 15 мая 2015 года в стране имелось 408 зарегистрированных МРО свидетелей Иеговы, в том числе 22 — в Республике Крым.
На начало 2017 года в России действовало около 2500 местных собраний свидетелей Иеговы, проводящих еженедельные совместные встречи в Залах Царства или арендуемых помещениях.

## Преследования до 2017 года
После регистрации «Управленческого центра Свидетелей Иеговы в России» в 1991 году деятельность свидетелей Иеговы в России проходила мирно. Однако с начала 2000-х годов власти России взяли курс на подавление деятельности этой религии в стране. Первоначально давление происходило под знаком «борьбы с культами», а затем — «борьбы с экстремизмом». По данным доктора философских наук, религиоведа Сергея Иваненко, волна преследований состояла из следующих этапов: сначала около ста публикаций свидетелей Иеговы были признаны «экстремистскими» на том основании, что называли эту религию «истинной», а остальные — «ложными» (при том, что подобные положения присущи большинству религий). На втором этапе 12 местных религиозных организаций (МРО) признали «экстремистскими» по причине использования запрещённой литературы. При этом, по утверждению Иваненко, МРО выводили запрещённые публикации из оборота, однако правоохранители подбрасывали такие публикации и затем на этом основании инициировали запрет МРО. На третьем этапе в 2017 году Верховный суд РФ по иску Минюста ликвидировал «Управленческий Центр», признав его экстремистской организацией, поскольку входящие в его структуру МРО занимались «экстремистской деятельностью». После запрета «Управленческого Центра» и 395 МРО начались массовые уголовные преследования отдельных свидетелей Иеговы по обвинениям в продолжении деятельности экстремистской организации.

### Обвинения в экстремизме
- Ростовская область (2009)
- Горно-Алтайск (2009)
- Кемерово (2010)
- Сальск (2011)
- Владимир (2013)
- Краснодарский край (2013)
- Астраханская область (2014)
- Старый Оскол (2014)
- Курган (2014)
- Барнаул (2014)
- Белгород (2015)
- Санкт-Петербург (2015)
- Свердловская область (2016)

- Москва (2004—2015)
- Таганрог (2009)
- Самара (2014)
- Абинск (2015)
- Старый Оскол (2016)
- Белгород (2016)
- Элиста (2016)
- Орёл (2016)

В 2009—2010 годы по всей стране началась массовая кампания против свидетелей Иеговы. Сообщения об обысках, задержаниях, изъятии имущества и срыве богослужений практически еженедельно появлялись в СМИ. Судами Ростовской области, Республики Алтай, Кемеровской области и Краснодарского края к началу 2013 года были признаны экстремистскими в общей сложности 68 наименований публикаций свидетелей Иеговы.
На основании судебных решений о признании нескольких наименований публикаций свидетелей Иеговы экстремистскими материалами и включении их в Федеральный список экстремистских материалов в различных регионах России были проведены обыски в квартирах и Залах Царства свидетелей, в результате чего изымалась религиозная литература и заводились административные дела по обвинениям в распространении экстремистской литературы и уголовные дела по обвинениям в организации экстремистской деятельности.
По состоянию на 9 марта 2011 года, было известно о 14 уголовных делах по ст. 282 ч. 1 УК РФ, возбуждённых в отношении свидетелей Иеговы в разных городах России.

### Ликвидация местных организаций
Москва
В марте 2004 года по решению Головинского районного суда Москвы после многолетнего судебного разбирательства, начавшегося в сентябре 1998 года, была ликвидирована московская община свидетелей Иеговы, а её деятельность была запрещена. Приговор был обжалован в Московском городском суде, однако 16 июня 2004 года суд оставил решение Головинского суда в силе.
В июне 2010 года Европейский суд по правам человека (ЕСПЧ) удовлетворил поданный свидетелями Иеговы иск и установил факт нарушения статей 6, 9 и 11 Европейской конвенции в решении российского суда о запрете деятельности «Религиозной общины Свидетелей Иеговы в г. Москве», обязав Россию выплатить свидетелям Иеговы 20 тысяч евро за моральный ущерб и 50 тысяч евро на возмещение судебных издержек.
В данном постановлении ЕСПЧ пришёл к выводу, что «вмешательство в право Общины на свободу религии и объединений было необоснованным. Национальные суды не представили „относимых и достаточных“ оснований, свидетельствующих о том, что Община-заявитель принуждала к разрушению семьи, нарушала права и свободы своих членов и третьих лиц, склоняла своих последователей к самоубийству и отказу от оказания медицинской помощи, посягала на права родителей, не являющихся Свидетелями Иеговы, и их детей, а также побуждала своих членов к отказу от исполнения установленных законом обязанностей. Санкция, назначенная российскими судами, имела чрезвычайно суровый характер ввиду негибкости национального законодательства и не была соразмерна какой-либо преследуемой легитимной цели. Следовательно, имело место нарушение статьи 9 Европейской конвенции, взятой в совокупности со статьей 11 Европейской конвенции» (п. 160 Постановления).
15 февраля 2011 года Головинский районный суд Москвы не принял решение ЕСПЧ и отказался удовлетворить поданный свидетелями Иеговы иск о пересмотре решения от 26 марта 2004 года о ликвидации общины. Однако в начале июня 2015 года — спустя более десяти лет после запрета — регистрация московской организации свидетелей Иеговы была возобновлена.
Таганрог
11 сентября 2009 года Ростовский областной суд признал 34 наименования публикаций свидетелей Иеговы экстремистскими материалами, ликвидировал местную общину свидетелей Иеговы города Таганрога, признав её экстремистской, и запретил её деятельность. 8 декабря 2009 года Судебная коллегия по гражданским делам Верховного суда РФ отклонила жалобу общины и оставила решение Ростовского областного суда в силе.
8 августа 2014 года все шестнадцать фигурантов дела, в том числе и те, кому был вынесен оправдательный приговор, обжаловали решение Таганрогского городского суда — они были не согласны с деталями мотивировочной части решения суда. В тот же день решение Таганрогского суда обжаловала и прокуратура Ростовской области. Ростовский областной суд 12 декабря 2014 года полностью отменил приговор Таганрогского городского суда — как в обвинительной части, так и в оправдательной части и направил его в Таганрогский городской суд на повторное рассмотрение.
В результате повторного рассмотрения дела в Таганрогском городском суде приговор подсудимым был ужесточён, и 30 ноября 2015 года все 16 подсудимых были признаны виновными. Из них к условному заключению были приговорены организаторы: трое — сроками на 5 лет и 6 месяцев, четвёртый — на 5 лет и 3 месяца. Все осуждённые были приговорены к штрафам в размере от 20 тыс. до 100 тыс. рублей, от которых были освобождены за истечением срока давности. Адвокаты осуждённых обжаловали приговор, но 17 марта 2016 года Ростовский областной суд оставил обвинительный приговор в силе.
Самара
В марте 2009 года прокурор Самарской области обращался в суд с просьбой о ликвидации местных религиозных организаций свидетелей Иеговы в Тольятти и Самаре. 29 мая 2009 года Самарский областной суд не нашёл правонарушений в деятельности тольяттинской общины и отказал прокурору в иске, а Верховный суд РФ оставил это решение в силе. В июне 2009 года в рамках процесса против самарской общины суд назначил проведение комплексной судебной психолого-лингвистической и религиоведческой экспертизы книги «Человечество в поисках Бога», которая проводилась специалистами Российского федерального центра судебной экспертизы при Минюсте РФ. Однако 30 декабря 2009 года уголовное производство было прекращено ещё до получения результатов экспертизы.
В 2014 году против самарских свидетелей Иеговы было заведено новое дело по обвинению в распространении экстремистских материалов. 6 марта Советский районный суд Самары оштрафовал главу самарской общины свидетелей Иеговы по ст. 20.29 КоАП РФ на 50 тысяч рублей за распространение литературы, включённой в федеральный список экстремистских материалов. Свидетелями Иеговы была подана жалоба в Самарский областной суд, который 21 апреля 2014 года оставил решение нижестоящего суда в силе. В ходе последующих проверок Центра по борьбе с экстремизмом ГУ МВД России по Самарской области в помещениях организации были обнаружены материалы, признанные экстремистскими, что послужило возбуждению дела против местной религиозной организации, и 26 июня 2014 года Самарский областной суд признал местную организацию свидетелей Иеговы в Самаре экстремистской, вынеся постановление о её ликвидации. 13 ноября 2014 года Верховный суд Российской Федерации оставил это решение без изменения.
Другие города
В декабре 2014 года прокуратура Краснодарского края обратилась в суд с требованием о ликвидации местной религиозной организации свидетелей Иеговы в Абинске, обвинив их в распространении книг, занесённых в федеральный список экстремистских материалов. 4 марта 2015 года Краснодарский краевой суд признал религиозную организацию свидетелей Иеговы в Абинске экстремистской и постановил ликвидировать её, а имущество организации (земельный участок площадью 800 м² и жилой дом площадью 67 м²) обратить в собственность государства. В августе 2015 года Верховный суд оставил решение без изменения.
В феврале 2016 года Белгородский областной суд признал экстремистскими и постановил ликвидировать как юридическое лицо две местные религиозные организации свидетелей Иеговы, действовавшие на территории области, — города Старого Оскола и города Белгорода. В июне 2016 года Верховный суд подтвердил ликвидацию белгородского отделения свидетелей Иеговы, оставив без удовлетворения апелляционную жалобу.

### Запрет публикаций
1 октября 2009 года городской суд Горно-Алтайска по заявлению прокуратуры города признал экстремистскими 18 публикаций свидетелей Иеговы. 27 января 2010 года Верховный суд Республики Алтай также оставил это решение в силе.
28 октября 2010 года Заводской районный суд Кемерова удовлетворил иск прокуратуры о признании экстремистскими шести наименований журналов и книг свидетелей Иеговы. По сообщению центра «Сова», суд был проведён в тайне от свидетелей Иеговы, в результате чего они были лишены возможности вовремя обжаловать это решение. 30 декабря 2010 года Новоуральский городской суд прекратил производство по иску прокуратуры о признании ещё нескольких публикаций свидетелей Иеговы экстремистскими материалами в связи с заключением специалистов Уральского регионального центра судебной экспертизы и Уральского государственного университета об отсутствии состава преступления. При этом одна из исследуемых брошюр («Бодрствуйте!») 28 октября 2010 года уже была признана экстремистской Заводским районным судом Кемерова. Таким образом, относительно этой брошюры имеется два противоположных решения.
12 марта 2011 года в Сальском городском суде Ростовской области начался процесс о признании ещё десяти печатных изданий свидетелей Иеговы экстремистским материалом. При этом шесть из них уже были запрещены решениями других судов. А в отношении брошюры «Бодрствуйте!» уже имелось два противоположных заключения: решением Заводского районного суда Кемерово от 28 октября 2010 года она была признана экстремистским материалом, однако 30 декабря 2010 года Новоуральский городской суд не нашёл в ней признаков экстремизма. Проведение судебной комплексной психолого-лингвистической экспертизы было поручено сотрудникам Южного регионального центра судебной экспертизы филологу Екатерине Дайлоф и психологу Ольге Шипшиной, а также доценту Южного федерального университета, философу С. Н. Астапову, которые уже проводили экспертизу, на основании которой в сентябре 2010 года Ростовским областным судом были запрещены 34 публикации. 27 июня девять публикаций из указанных десяти, в том числе и брошюра «Бодрствуйте!», были признаны судом экстремистскими материалами. При этом судья отказала ответчику в допросе эксперта-лингвиста и назначении повторной психолого-лингвистической и религиоведческой экспертизы.
12 января 2014 года Курганский городской суд приравнял к экстремистской литературе брошюры «Как достичь счастья в жизни», «На что можно надеяться людям?», «Как развить близкие отношения с Богом», «Что нужно знать о Боге и его смысле», где согласно выводам лингвистического исследования была выявлена пропаганда превосходства вероучения свидетелей Иеговы и ложности прочих вероучений и церквей, а также возбуждение ненависти и вражды по отношению к религиозным деятелям и людям, не являющимся свидетелями Иеговы.
31 июля 2014 года Центральным районным судом Барнаула были признаны экстремистскими ещё четыре брошюры свидетелей Иеговы («На что можно надеяться людям?», «Как развить близкие отношения с Богом?», «Что нужно знать о Боге и его замысле?», «Как достичь счастья в жизни?»), тексты которых идентичны книге «Чему на самом деле учит Библия?», внесённой в Федеральный список экстремистских материалов ещё в 2009 году. Согласно пресс-релизу, данные брошюры оскорбляют религиозные чувства, унижают человеческое достоинство по принципу отношения к религии, пропагандируют исключительность одной религии над другой, поэтому содержат признаки разжигания межрелигиозной вражды, религиозной исключительности и нарушений прав человека.

### Запрет распространения журналов
Приказами от 26 апреля и 18 мая 2010 года Роскомнадзор аннулировал разрешение на распространение на территории России зарубежных периодических печатных изданий свидетелей Иеговы «Пробудитесь!» и «Сторожевая башня», выданное 24 июля 1997 года Государственным комитетом РФ по печати. В качестве основания были указаны судебные решения о признании ряда номеров этих журналов экстремистскими материалами и их включение в Федеральный список экстремистских материалов.
В октябре 2010 года свидетели Иеговы оспорили приказы Роскомнадзора в Арбитражном суде Москвы, однако суд отклонил жалобу. В январе 2011 года Девятый арбитражный апелляционный суд оставил это решение в силе. В мае 2011 года свидетелями Иеговы на решения обоих судов была подана кассационная жалоба, в результате которой 22 июня 2011 года Федеральный арбитражный суд Московского округа (ФАС МО) постановил вернуть дело в суд первой инстанции на новое рассмотрение.
6 октября 2011 года при повторном рассмотрении дела Арбитражный суд Москвы признал приказы Роскомнадзора об аннулировании разрешения на распространение журналов незаконными. Однако апелляционная инстанция — Девятый арбитражный апелляционный суд — 26 января 2012 года утвердил запрет Роскомнадзора на распространение журналов «Сторожевая башня» и «Пробудитесь!» на территории Российской Федерации.

### Блокировка сайтов
В июле 2010 года суд города Комсомольска-на-Амуре предписал интернет-провайдеру «Технодизайн» закрыть доступ к международному сайту Свидетелей Иеговы www.watchtower.org. «Технодизайн» 30 августа подал апелляцию в Центральный областной суд.
24 февраля 2011 года стало известно, что прокуратура Забайкальского края подала иск в Центральный районный суд города Читы с требованием ограничения доступа к сайтам, «на которых размещена информация, противоречащая требованиям действующего законодательства». В числе прочих речь шла и о размещённой в сети Интернет литературе свидетелей Иеговы. Суд удовлетворил исковые требования прокуратуры и обязал ОАО «Сибирьтелеком» ограничить доступ к перечисленным в исковом заявлении сайтам.
18 мая 2011 года суд Краснофлотского района Хабаровска удовлетворил исковые требования прокурора об ограничении доступа к «экстремистским» интернет-сайтам, в число которых был причислен и официальный сайт Общества Сторожевой башни www.watchtower.org.
3 февраля 2012 года Центральный районный суд Читы обязал пять интернет-провайдеров — ОАО «Ростелеком», ООО «Связькомплект», ОАО «Локтелеком», ООО «Престиж-Интернет», ЗАО «Транстелеком-Чита» — органичить доступ к официальному информационному сайту «Свидетели Иеговы в России» на территории Забайкальского края, поскольку на нём размещены материалы, ранее внесённые в Федеральный список экстремистских материалов (ФСЭМ).
7 августа 2013 года Центральный районный суд Твери удовлетворил заявление прокурора Тверской области о признании информационных материалов официального сайта свидетелей Иеговы (jw.org) экстремистскими, поскольку на сайте размещались в электронном виде публикации, ранее включенные в ФСЭМ. 22 января 2014 года при рассмотрении апелляции Тверской областной суд не нашёл оснований для запрета международного сайта свидетелей Иеговы и отменил решение суда первой инстанции, который признал его экстремистским. Однако 3 декабря 2014 года Верховный суд Российской Федерации в своём постановлении снова удовлетворил требование прокуратуры и признал сайт jw.org экстремистским, а также отнёс его к информации, запрещенной на территории Российской Федерации.
По данным членов Комиссии США по международной религиозной свободе Зухди Яссер и Катрина Суэтт, Россия является единственной страной, где запрещён доступ к международному веб-сайту свидетелей Иеговы (jw.org).

### Административное и уголовное преследование
17 марта 2010 года по решению Ленинского районного суда Тамбова в рамках расследования уголовного дела по статье 282 УК РФ (возбуждение ненависти либо вражды) прошли массовые обыски в квартирах свидетелей Иеговы в Тамбове. При этом была изъята не только вся имеющаяся в домах религиозная литература, но и компьютеры и личные вещи; при этом копии постановления на обыск вручены не были. 24—25 марта прошли массовые обыски в квартирах свидетелей Иеговы в Рязани и нескольких населённых пунктах Рязанской области, в результате которых также была конфискована вся найденная религиозная литература; однако уголовного дела заведено не было.
В марте 2010 года Центром по противодействию экстремизму местного УВД были проведены допросы более 30 свидетелей Иеговы в городе Череповце Вологодской области. В отношении четырёх из них было возбуждено дело об административном правонарушении по ст. 19.7 КоАП («непредставление сведений»). К концу мая число заведённых дел достигло пятнадцати, однако к 24 мая все дела были закрыты за отсутствием состава преступления.
Имеются также сообщения о проведённых в феврале 2010 года многочисленных арестах свидетелей Иеговы в различных регионах России во время осуществления ими проповеднической деятельности. На задержанных составлялись протоколы об административном правонарушении за «назойливое приставание к гражданам с целью религиозной агитации», «разжигание межрелигиозной розни», изымалась религиозная литература, в том числе и не входящая в Федеральный список экстремистских материалов (ФСЭМ).
В мае и июне 2010 года проводились обыски в квартирах и Залах Царства свидетелей Иеговы, в результате чего были заведены уголовные дела по обвинениям в экстремизме (статья 282 УК РФ) в Челябинске и Омске. Обыски, допросы и конфискация литературы, в том числе и не находящейся в «запрещённом списке», проходили в 2010 году также в Северной Осетии.
Задержания и допросы некоторых свидетелей Иеговы, прекращение их деятельности продолжались в некоторых местах до конца 2010 года. Например, 10 августа в Йошкар-Оле проведены обыски в семи домах свидетелей Иеговы. В тот же день сотрудники ОМОН проникли на богослужение, на котором присутствовало 90 человек, прервали встречу, изъяли у присутствующих личные вещи, в том числе телефоны. Никого из присутствующих из зала не выпускали до позднего вечера. Некоторым из членов организации были выданы повестки на допрос. Позднее, 27 сентября 2010 года суд города Йошкар-Олы признал незаконным прошедший обыск и изъятие личных вещей свидетелей Иеговы.
20 октября 2010 года был начат судебный процесс против председателя местной религиозной организации «Свидетели Иеговы в Горно-Алтайске» Александра Калистратова. Калистратову вменялось обвинение по статье 282 УК РФ («возбуждение ненависти либо вражды») в связи с распространением им экстремистских материалов, несмотря на то, что распространяемая им религиозная литература на момент её распространения ещё не входила в ФСЭМ. Судебный процесс получил широкое освещение в СМИ. 14 апреля 2011 года по делу был вынесен оправдательный вердикт за отсутствием состава преступления. 26 мая 2011 года судебная коллегия по уголовным делам Верховного суда Республики Алтай отменила оправдательный приговор и направила дело на новое рассмотрение в тот же суд в новом составе, однако 22 декабря 2011 года Верховный суд Республики Алтай постановил прекратить уголовное дело против Калистратова за отсутствием состава преступления и признал за Калистратовым право на реабилитацию.
8 февраля 2011 года в Чите было возбуждено уголовное делo по ч.1 ст.282 УК РФ (возбуждение ненависти либо вражды, а равно унижение человеческого достоинства) в отношении читинских свидетелей Иеговы за распространение литературы «экстремистского содержания». Были проведены обыски в квартирах членов общины, изъята религиозная литература, а также документы, личные записные книжки, мобильные телефоны, компьютеры, фотоаппараты и другое имущество. После обыска членов организации доставляли в ОВД для допроса. Аналогичные обыски прошли в этот же день в Ахтубинском районе Астраханской области. Против одной из свидетельниц Иеговы возбуждено уголовное дело по ч.1 ст.282 УК РФ (возбуждение религиозной ненависти).
В мае и июне 2011 года также были зафиксированы несколько задержаний свидетелей Иеговы, совершающих проповеди на улице, в том числе с применением физической силы, нанесением побоев и использованием вооружённых групп захвата, а также срывы богослужений.
7 февраля 2012 года было передано в суд дело сотрудницы органов социального обеспечения города Ахтубинска Астраханской области Елены Григорьевой, которая обвинялась в публичном распространении с 2009 по февраль 2011 года взглядов и убеждений, направленных на «унижение достоинства группы лиц по признакам отношения к религии, пропагандируя исключительность и превосходство проповедуемой свидетелями Иеговы религии над другими религиями», а также в распространении публикаций, включённых в ФСЭМ. Григорьева свою вину отрицала, а также заявила об угрозах и шантаже со стороны сотрудника астраханского УФСБ (в Управлении ФСБ по Астраханской области нарушений в действиях сотрудников не обнаружили). В августе 2013 года дело против Григорьевой было прекращено в связи с отсутствием в её действиях состава преступления, за Григорьевой было признано право на реабилитацию.
22 июня 2012 года глава воронежских свидетелей Иеговы по решению Мирового суда Ленинского района Воронежа был признан виновным по ч. 1 ст. 20.2 КоАП РФ (нарушение установленного порядка организации собрания, митинга, демонстрации, шествия или пикетирования). В марте 2012 года, заранее не уведомив в установленном порядке администрацию Воронежа об организации и проведении мероприятия, он устроил на территории ООО «Гаражно-строительная компания» конгресс, в ходе которого проводились коллективные богослужения.
28 июля 2012 года Читинский районный суд приговорил Андрея и Люцию Раитиных по ст. 282 УК РФ (возбуждение вражды) к 200 часам обязательных работ. Причиной возбуждения уголовного дела стало то, что Раитины в 2010 году распространяли среди жителей села Новотроицк книги и брошюры, которые находятся в ФСЭМ. 23 октября 2012 года Забайкальский краевой суд за отсутствием в действиях Раитиных состава преступления отменил приговор Читинского районного суда, закрыл уголовное дело и признал за Раитиными право на реабилитацию.
8 мая 2013 года Ленинский районный суд Тюмени приговорил пенсионерку, члена общины свидетелей Иеговы, к штрафу в размере 1000 рублей по административному делу по статье 20.29 КоАП РФ («Массовое распространение экстремистских материалов») за распространение публикаций, находящихся в ФСЭМ. Также председателю местной организации свидетелей Иеговы в Тюмени было объявлено предостережение о недопустимости нарушений Федерального закона «О противодействии экстремистской деятельности».
27 июня 2014 года Советский районный суд Красноярска признал руководителя местной религиозной группы свидетелей Иеговы виновным по статье 20.29 КоАП РФ (распространение экстремистских материалов) и назначил ему штраф, а экстремистская литература была изъята. Дело было возбуждено правоохранительными органами на основании прокурорской проверки, в ходе которой было установлено, что на собрании религиозной группы распространялись публикации свидетелей Иеговы, входящие в ФСЭМ.

### Заявления о подбросах запрещённых материалов
Свидетели Иеговы утверждают, что не распространяют и не хранят книги и журналы, внесённые в Федеральный список экстремистских материалов (ФСЭМ), а также систематически проводят работу по изъятию из обращения такой литературы. Представители и адвокаты свидетелей Иеговы заявляли о том, что изъятые в ходе обысков запрещённые материалы подброшены им правоохранительными органами. Пресс-служба управления свидетелей Иеговы в феврале 2017 года заявила, что в 2016 году было не менее 46 подбросов, часть из которых снята на камеры видеонаблюдения и опубликованы, а всего до октября 2016 года свидетелями Иеговы, по заявлению пресс-службы, было насчитано более 60 случаев подбросов.
В апреле 2017 года на заседании Верховного суда адвокаты свидетелей Иеговы заявили, что «почти все случаи, по которым их местные религиозные организации (МРО) в России были ликвидированы решениями судов, основаны на фабрикации доказательств».
Так, 20 декабря 2016 года Ленинский районный суд Воронежа приостановил деятельность МРО свидетелей Иеговы в Воронеже на 45 суток из-за того, что в здании общины якобы были найдены спрятанными запрещённые публикации. Верующие заявили о том, что эти публикации были подброшены. 1 марта 2017 года в апелляции Воронежский областной суд отменил решение нижестоящего суда, отметив противоречивость показаний свидетелей и недоказанность события правонарушения. Во время дальнейших слушаний этого дела в Верховном суде РФ представители свидетелей Иеговы заявили, что на титульном листе находящейся в материалах дела книги «Чему на самом деле учит Библия?», включённой в ФСЭМ и «найденной» у свидетелей Иеговы в Воронеже, в графе «эта книга принадлежит» указана аббревиатура «ИКЦМВ», которая, по их мнению, означает «Информационно-консультационный центр св. Митрофана Воронежского» — одну из организаций антисектантского движения, входящую в Российскую ассоциацию центров изучения религий и сект (РАЦИРС). На основании этого интернет-издание «Портал-Кредо» делает вывод, что «Свидетелям Иеговы удалось установить факт того, что в Воронеже „экстремистскую литературу“ правоохранителям передали структуры, связанные с РПЦ МП», после чего эта литература была подброшена в помещение свидетелей Иеговы.

### Разгон собраний
16 декабря 2000 года в Челябинске представителями власти было сорвано богослужение свидетелей Иеговы на жестовом языке. В январе 2007 года Европейский суд по правам человека в Страсбурге удовлетворил жалобу 103 свидетелей Иеговы, обязав Россию выплатить заявителям 30 тысяч евро в качестве возмещения морального ущерба и 60 544 евро в качестве компенсации судебных издержек.
24 мая 2009 года сотрудниками ФСБ было прервана богослужебная встреча свидетелей Иеговы в городе Асбесте Свердловской области. Все присутствующие были задержаны и сфотографированы без объяснения причин задержания. У всех присутствующих были записаны личные данные. Лица, не имеющие при себе документов, удостоверяющих личность, были сопровождены в милицейский участок. Происходившее было заснято репортёрами местной телекомпании АТВ. На допросе в милицейском участке от вызванного стресса у одной из свидетельниц Иеговы начались преждевременные роды. Кроме того, среди задержанных оказался несовершеннолетний подросток, задержание которого произошло против его воли и без согласия родителей. После допроса подросток против его воли был помещён в социально-реабилитационный центр для несовершеннолетних.
В августе 2009 года в городе Камышлове сотрудниками милиции и ФСБ было сорвано богослужение, проходившее в доме одного из членов местной общины свидетелей Иеговы. Милиционеры переписали личные данные всех присутствующих. Трое из верующих были доставлены в милицию, где у них взяли отпечатки пальцев и сфотографировали. В ноябре семь представителей свидетелей Иеговы обратились в суд с жалобой на действия правоохранительных органов. 17 августа 2010 года Камышловский городской суд Свердловской области признал незаконными действия милиции и обязал отдел внутренних дел уничтожить собранные фотографии и отпечатки пальцев.
По данным СМИ, с конца октября и до конца 2009 года усилились оскорбления и физические нападения на свидетелей Иеговы как во время их проповеднической деятельности, так и вне её, в результате чего несколько членов организации получили телесные повреждения.
В ночь на 1 января 2010 года в городе Волжском Волгоградской области был совершён поджог Зала царства свидетелей Иеговы. Злоумышленники, разбив окна, бросили внутрь здания бутылки с зажигательной смесью. Благодаря оперативности сотрудников МЧС России серьёзных последствий удалось избежать. В последующие месяцы были совершены нападения на культовые здания свидетелей Иеговы в Нарткале, Сочи и других городах.
В январе и феврале на свидетелей Иеговы во время осуществления ими так называемой проповеднической деятельности был совершён ряд нападений, в том числе с применением холодного и огнестрельного оружия. В результате нападений потерпевшим были нанесены телесные повреждения. В частности, в городе Камышине Волгоградской области были избиты две свидетельницы Иеговы, у одной из которых было зафиксировано сотрясение мозга. В городе Кинешме Ивановской области пожилую свидетельницу Иеговы ударили и столкнули с лестницы, в результате чего она сломала руку.
В ночь на 20 марта 2010 года в Будённовске Ставропольского края был совершён поджог Зала царства свидетелей Иеговы. Ущерб составил приблизительно 1 млн рублей. Пожарно-техническая экспертиза нашла следы неоднократных попыток поджечь строение. Зал царства в Таганроге был опечатан и конфискован. Конфискация здания была одним из требований прокурора в судебном процессе о ликвидации местной организации свидетелей Иеговы.
В июле 2010 года, по данным некоторых СМИ, сотрудники правоохранительных органов пресекли ежегодные конгрессы свидетелей Иеговы с использованием машин, мусорных фургонов и отключения электричества.
В ночь с 24 на 25 ноября 2010 года в городе Лабинске Краснодарского края произошёл взрыв в Зале царства свидетелей Иеговы. Взрывной волной была выбита внутренняя дверь и оконные рамы. Никто из людей не пострадал. Сотрудниками милиции были обнаружены остатки четырёх бутылок с зажигательной смесью.
23 октября 2010 года был прекращён конгресс свидетелей Иеговы в городе Димитровграде Ульяновской области. Решение о закрытии здания в связи с нарушением требований пожарной безопасности было принято на экстренном заседании суда в 8 часов. В 10 часов здание, в котором должен был проводиться конгресс, было опечатано судебными приставами. По словам представителей свидетелей Иеговы, предъявляемые нарушения были надуманными.
В ночь на 28 января 2011 года в Орске Оренбургской области был обстрелян Зал царства свидетелей Иеговы. Пострадавших нет. Стеклопакет с пулевым отверстием направлен на баллистическую экспертизу.
Весной 2011 года продолжились нападения на богослужебные здания свидетелей Иеговы с применением оружия и взрывчатых веществ. Так, в ночь с 24 на 25 февраля 2011 года в городе Новошахтинске Ростовской области неизвестными было обстреляно из пневматического оружия богослужебное здание свидетелей Иеговы. Было произведено не менее 15 выстрелов, пострадавших нет. В ночь на 28 апреля в Нарткале (Кабардино-Балкария) во двор здания, где собираются свидетели Иеговы, была брошена боевая граната Ф-1 с выдернутой чекой, которая взорвалась не сразу, а во время разминирования. Пострадавших нет. Запись установленных на территории богослужебного здания камер видеонаблюдения показала, что граната была брошена из проезжавшего автомобиля.
В марте и апреле 2011 года продолжились срывы богослужений свидетелей Иеговы сотрудниками полиции, которые без соответствующего постановления суда или прокурора произвели личный досмотр граждан без разъяснения их прав. Была конфискована вся имевшаяся в наличие религиозная литература. Подобные случаи были зафиксированы, например, в Московской области.
17 апреля 2011 года в деревне Черёмушки Иркутской области глава администрации Ревякинского муниципального образования Иркутского района Иркутской области Фролов, находясь в состоянии алкогольного опьянения, ворвался в частный дом и, угрожая оружием, сорвал праздничное богослужение, посвящённое Вечери Воспоминания. Фролов нанёс удар одному из присутствующих рукояткой пистолета, угрожал присутствующим убийством и выстрелил в потолок. 26 апреля богослужение свидетелей Иеговы во Владивостоке было сорвано сотрудниками криминального оперативно-сыскного управления УВД, находившимися в нетрезвом состоянии.
В июне 2011 года власти Санкт-Петербурга сорвали планировавшиеся конгрессы свидетелей Иеговы. Полиция сорвала также два конгресса в Калининградской области.
20 октября 2011 года мировой судья Саратовского района оштрафовал регистратора станции скорой медицинской помощи Саратова Валентину Сударкину за нарушение ч. 1 ст. 19.20 КоАП РФ «осуществление деятельности, не связанной с извлечением прибыли, без специального разрешения (лицензии), если такое разрешение (лицензия) обязательно» во время участия в конгрессе свидетелей Иеговы, проходившем с 22 по 24 июля 2011 года в деревне Верхний Курдюм Саратовского района на территории завода воздушных фильтров, при массовом скоплении людей (около 1800 человек) и с большим количеством нарушений, создававших вероятную угрозу их жизни и здоровью.
4 июля 2014 года прокуратура Ивановской области вынесла решение о запрете проведения свидетелями Иеговы на территории спортивного комплекса в Иванове с период с 27 по 29 июня религиозных собраний. Помощник прокурора области объяснила это тем, что законодательно предусмотрено использование спортивных сооружений только с целью проведения физкультурных, спортивных и культурных мероприятий, а также их обслуживания, в то время как запрещено проведение на спортивных объектах религиозных мероприятий
6 августа 2015 года свидетель Иеговы Вера Афонина по решению мирового суда Волжского судебного района Республики Марий Эл на основании ч. 1 ст. 5.26 КоАП РФ («нарушение законодательства о свободе совести, свободе вероисповедания и о религиозных объединениях») была приговорена к штрафу в размере 10 тыс. рублей за то, что без согласия родителей привела ребёнка на религиозное собрание. «Управленческий центр Свидетелей Иеговы в России» дал опровержение информации, что женщина была свидетелем Иеговы. Кроме того, как сказал представитель «Управленческого центра», «никого и никогда мы не поощряли приглашать на наши богослужения детей без согласия их родителей».

## Запрет и преследования после 2017 года

### Запрет «Управленческого центра» и его филиалов

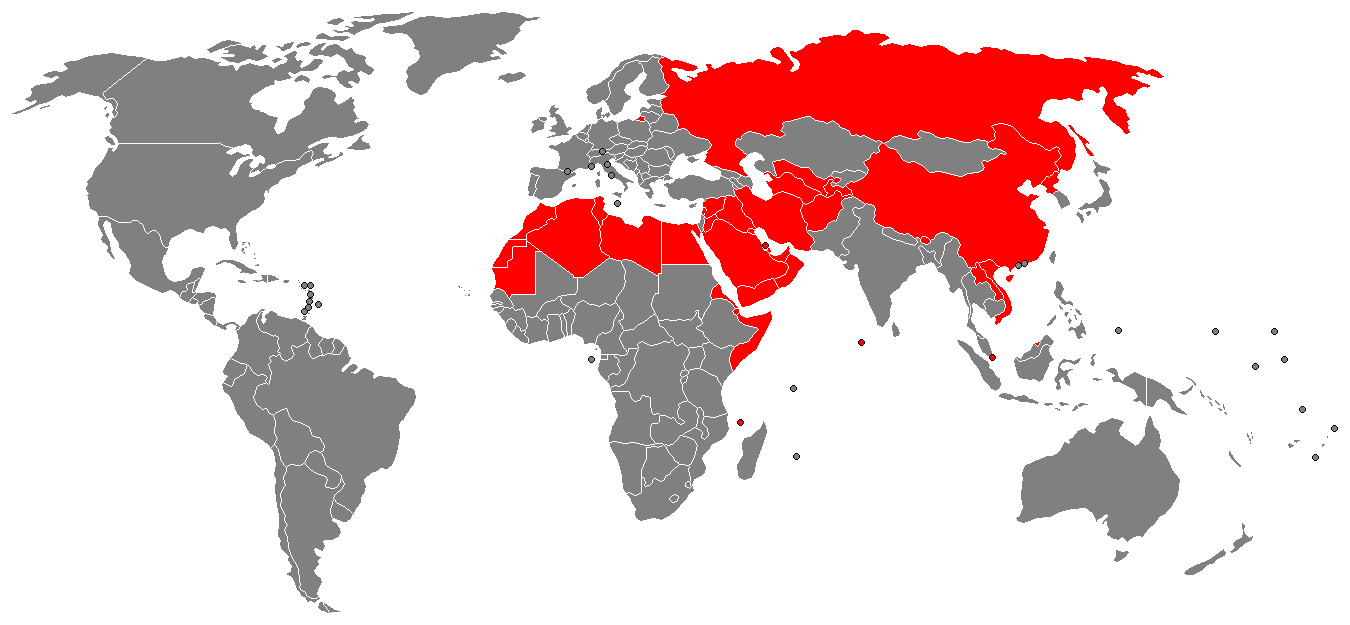
Красным цветом показаны страны, в которых деятельность Свидетелей Иеговы запрещена или сильно ограничена

15 марта 2017 года министерство юстиции подало в Верховный суд Российской Федерации иск о признании религиозной организации «Управленческий центр Свидетелей Иеговы в России» экстремистской, запрете её деятельности и ликвидации. Основанием для иска послужила внеплановая проверка сотрудниками министерства соответствия деятельности религиозной организации её уставу. В тот же день первый заместитель министра юстиции Российской Федерации Сергей Герасимов выпустил распоряжение о приостановлении (до окончательного решения суда) деятельности (запрет на организацию и проведение собраний, митингов, демонстраций, шествий, пикетов и других массовых акций, запрет на использование вкладов в банках, кроме хозяйственной деятельности, покрытия убытков и оплаты сборов и штрафов) как головной, так и региональных организаций свидетелей Иеговы. 24 апреля 2017 года Замоскворецкий районный суд Москвы подтвердил законность данного распоряжения.
Информационно-аналитический центр «Сова» отмечал, что 30 марта 2017 года 22 местные религиозные организации «свидетелей Иеговы» Крыма направили в Верховный суд РФ заявление, в котором просили в деле о запрете «Управленческого центра Свидетелей Иеговы в России» привлечь их к участию в качестве соответчика.
Иск о признании религиозной организации «Управленческий центр Свидетелей Иеговы в России» экстремистской, запрете её деятельности и ликвидации Верховный суд начал рассматривать 5 апреля 2017 года. Суд отклонил ходатайство представителей «свидетелей Иеговы» о приостановке рассмотрения иска министерства юстиции РФ до окончания процессов по ряду дел (в частности, о запрете деятельности восьми региональных отделений и о признании экстремистскими девяноста печатных изданий) в судах общей юрисдикции, поскольку «нахождение дел на рассмотрении судом общей юрисдикции не исключает возможности рассмотрения Верховным судом искового заявления». Верховный суд РФ отказался привлечь по иску, ранее поданному «свидетелями Иеговы», в качестве соответчиков 395 представителей их региональных отделений. Кроме того, он отклонил ранее поданный «свидетелями Иеговы» встречный иск, в котором они просили признать их организацию «жертвой политических репрессий», поскольку Верховный суд посчитал, что «правила подсудности не предусматривают принятие встречного иска». Представитель министерства юстиции РФ на заседании Верховного суда официально заявила о намерении ведомства в случае удовлетворения иска добиться конфискации имущества религиозной организации.
20 апреля 2017 года Верховный суд Российской Федерации признал экстремистской деятельность «Управленческого центра Свидетелей Иеговы в России», запретив его деятельность и деятельности всех 395 отделений на территории России. Имущество «Управленческого центра Свидетелей Иеговы» в России подлежит конфискации и обращению в пользу государства. Представители «Управленческого центра Свидетелей Иеговы в России» Ярослав Сивульский и Сергей Черепанов заявили, что считают решение судьи Верховного суда Юрия Иваненко необъективным и намерены его обжаловать в Апелляционной коллегии Верховного суда РФ, а в случае его оставления без изменения — в ЕСПЧ. 17 июля 2017 года апелляционная жалоба «Управленческого центра Свидетелей Иеговы в России» на признание организации экстремистской, её ликвидацию и запрет деятельности на территории России была отклонена Верховным судом Российской Федерации.
17 августа 2017 года Министерство юстиции Российской Федерации включило «Управленческий центр Свидетелей Иеговы в России» и его 395 местных религиозных организаций в список запрещённых в России организаций.

#### Правовые аспекты запрета
Верховный суд «не оценивал законность религиозных убеждений „Свидетелей Иеговы“ и способы их выражения».
Члены ликвидированной религиозной организации имеют возможность независимо практиковать свои верования.
«Участники ликвидированной организации могут самостоятельно отправлять религиозный культ, в том числе в составе религиозных групп, не требующих регистрации, при том понимании, что это не связано с ведением экстремистской деятельности».
«Действия лиц, не связанные с продолжением или возобновлением деятельности [ликвидированной] экстремистской организации и состоящие исключительно в реализации своего права на свободу совести и свободу вероисповедания, в том числе посредством индивидуального или совместного исповедования религии, совершения богослужений или иных религиозных обрядов и церемоний, сами по себе, если они не содержат признаков экстремизма, не образуют состава преступления».
Акты Верховного суда и его Апелляционной коллегии не накладывали запрета на исповедание религии свидетелей Иеговы и проведение индивидуальных и совместных богослужений:
- Решение ВС РФ от 20 апреля 2017 года приводило ограниченный перечень юридических лиц, подлежащих ликвидации, но не содержало выводов о запрете религии свидетелей Иеговы как таковой.
- В апелляционном определении Верховного суда от 17 июля 2017 года также отмечено, что суд «не оценивал законность религиозных убеждений „Свидетелей Иеговы“ и способы их выражения».
- Правительство РФ 25 мая 2017 года заверило Комитет по правам человека ООН, что данные акты Верховного суда не ограничивают прав отдельных свидетелей Иеговы на свободу религии, а члены ликвидированных религиозных организаций могут независимо практиковать свои верования (при условии, что они не будут распространять литературу экстремистского содержания либо иным образом участвовать в незаконной деятельности).
- Также Правительство РФ в своём ответе в ЕСПЧ от 23 марта 2018 года заявило о том, что решения Верховного суда не дают оценки вероучения свидетелей Иеговы, не содержат ограничения или запрета исповедовать индивидуально данное учение.
- Совет по развитию гражданского общества и правам человека высказал позицию, что ликвидация юридических лиц не должна служить основанием для преследования отдельных верующих, проводящих свои богослужения для совместного чтения Библии и молитв.

Статья 28 Конституции РФ гарантирует право исповедовать свою религию индивидуально или совместно с другими, на что обратила внимание Уполномоченный по правам человека в РФ Татьяна Москалькова, комментируя ситуацию со свидетелями Иеговы в своём докладе президенту РФ за 2018 год. При этом, согласно определению Конституционного суда РФ № 113-О/2002, религиозное объединение в целях совместного исповедания и распространения веры по законам Российской Федерации может создаваться и действовать без государственной регистрации в качестве юридического лица.
20 февраля 2021 года Министерство иностранных дел РФ также разъяснило, что запрет «Управленческого центра Свидетелей Иеговы в России» и его филиалов не ограничивает права верующих на свободу вероисповедания, поскольку участники ликвидированной организации вправе «самостоятельно отправлять религиозный культ, в том числе в составе религиозных групп, не требующих регистрации», если это не связано с ведением экстремистской деятельности.
28 октября 2021 года Пленум Верховного суда внёс поправки в Постановление «О судебной практике по уголовным делам о преступлениях экстремистской направленности», в которых разъяснил, что участники религиозной организации, ликвидированной судом в качестве экстремистской, могут реализовывать свои права на свободу совести и свободу вероисповедания, если этим они не пытаются продолжить или возобновить деятельность экстремистской организации. В Постановлении отмечено, что такое право может реализовываться «в том числе посредством индивидуального или совместного исповедования религии, совершения богослужений или иных религиозных обрядов и церемоний», такие действия сами по себе не образуют состава преступления. Кроме того, суды при рассмотрении дел должны устанавливать, какие конкретно общественно опасные деяния были совершены, а также учитывать мотивы обвиняемого.

### Запрет перевода Библии
17 августа 2017 года Выборгский городской суд признал, что Библия в русском переводе свидетелей Иеговы («Перевод нового мира») издания 2007 года является экстремистским материалом. На этом основании суд также постановил уничтожить тираж этого перевода (более 2 тыс. штук), задержанный на таможне в 2015 году. В Федеральный список экстремистских материалов Библия попала под номером 4488.
Решение суда было вынесено несмотря на прямой законодательный запрет признавать Библию и цитаты из неё экстремистскими. В основе решения лежала экспертиза, выполненная лицами, не обладающими необходимыми для этого профессиональными компетенциями — не имеющими ни профильного образования, ни связанных с библеистикой научных публикаций (учительница математики Н.Н. Крюкова, политолог В.С. Котельников и переводчик с английского и немецкого языков А.Е. Тарасов). Данная экспертиза получила отзыв, подписанный 27 профильными российскими учёными (историками, филологами, библеистами), в котором была подвергнута критике как некомпетентная и непрофессиональная, а основанные на ней судебные решения названы дискредитирующими российское правосудие.
Президент Центра религиоведческих исследований во имя священномученика Иринея Лионского, заместитель председателя Экспертного совета по проведению государственной религиоведческой экспертизы при Министерстве юстиции РФ, православный богослов А. Л. Дворкин считает решение о запрете Перевода нового мира «непродуманным, ошибочным и чрезвычайно вредным», а также не соответствующим российскому законодательству, поскольку хотя, по его мнению, «перевод ошибочный, научно несостоятельный, грубо искажающий ключевые места Священного Писания, предвзятый, идеологизированный, некомпетентный, полный подтасовок», тем не менее «это всё же перевод Библии, хоть и искажённый. А Библия, как её не искажай, не может быть экстремистской, что очевидно как здравому смыслу, так и подтверждено законом нашей страны». Кроме того он высказал мнение, что своим решением суд «фактически дезавуировал само понятие экстремизма, лишив конкретный термин какого-либо смысла», чем «вольно или невольно обессмыслил и все предыдущие решения судов с подобными формулировками», что в свою очередь играет на руку свидетелям Иеговы, «как и другим сектам и сообществам, признанным экстремистскими ранее, или которые могут быть признаны экстремистскими в будущем», поскольку с одной стороны это «наносит громадные имиджевые потери нашей стране», а другой «может запустить цепь ещё более бессмысленных решений в дальнейшем». В целом Дворкин приходит к выводу о том, что «решение Выборгского суда — подарок для всех, кому наша страна — как кость в горле» и надеется, что «следующая судебная инстанция проявит мудрость и здравый смысл и опровергнет это решение».

### Запрет мобильного приложения
В октябре 2020 года прокуратура Санкт-Петербурга обратилась в суд с требованием запретить к распространению в России официальное мобильное приложение свидетелей Иеговы «JW Library». По подсчётам прокуратуры, приложение содержит более 40 публикаций, ранее признанных судом экстремистскими. 31 марта 2021 года Октябрьский районный суд Петербурга признал приложение экстремистским и запретил его к распространению на территории РФ. 27 сентября 2021 года апелляционный суд оставил решение в силе, а 12 января 2022 года приложение было внесено в Федеральный список экстремистских материалов (номер в списке — 5256).

### Уголовные дела
Дело Кристенсена. 25 мая 2017 года, ещё до вступления в силу запрета «Управленческого центра», в городе Орле во время богослужения местных свидетелей Иеговы был задержан и заключён под стражу гражданин Дании Деннис Кристенсен по обвинению в «организации деятельности экстремистской организации» (МРО свидетелей Иеговы города Орёл, признанной экстремистской в 2016 году). При этом, по заявлению представителя свидетелей Иеговы, Кристенсен в руководство религиозной группы не входил. Аресту предшествовал обыск в помещении, где проводилось богослужение. В июле 2017 года правозащитный центр «Мемориал» признал Денниса Кристенсена политзаключённым, отметив, что предъявленные ему обвинения «являются дискриминационными и нарушают международные правовые акты, в частности, право на свободу вероисповедания». В феврале 2019 года суд Железнодорожного района Орла приговорил Кристенсена к шести годам колонии, признав его виновным в экстремизме (часть 1 статьи 282.2 УК РФ). Кроме того, в 2020 году его пребывание в России было признано нежелательным. Кристенсен отбыл наказание в Курской колонии и вышел на свободу 24 мая 2022 года, после чего был немедленно депортирован в Данию.
Статистика уголовных дел. Решение Верховного суда после вступления его в силу обернулось десятками уголовных дел против свидетелей Иеговы. По данным МБХ медиа, с апреля 2018 года начались массовые аресты свидетелей Иеговы в разных городах России. Только за два месяца были возбуждены уголовные дела за участие в экстремистской организации в отношении около 20 членов организации в Перми (1 чел.), Оренбургской области (11 чел.), Биробиджане (1 чел.), Мурманской области (2 чел.), Владивостоке (3 чел.) и Уфе (1 чел.), некоторые из них были взяты под стражу. В июне 2018 года были задержаны сразу шестеро свидетелей Иеговы в Саратове. В Москве уголовное дело по статье об организации деятельности экстремистской организации (ч. 1, 1.1, 2 ст. 282.1 УК РФ) было заведено в октябре 2020 года, в ходе него было также задержано несколько подозреваемых.
По данным различных источников, число уголовных дел против отдельных свидетелей Иеговы в России менялось следующим образом:
- По утверждению адвоката свидетелей Иеговы в Кирове Егиазара Черникова, на конец 2018 года насчитывалось около 100 уголовных дел, а на 20 февраля 2019 года — около 120[245].
- По данным «Би-би-си», на 9 июня 2020 года в списке «узников совести» на сайте российских свидетелей Иеговы были указаны 327 человек, которых преследовали в России[241].
- В постановлении ЕСПЧ сообщалось, что по состоянию на 1 сентября 2021 года 559 свидетелям Иеговы в России были предъявлены обвинения в организации, участии или финансировании деятельности экстремистской организации, из них 133 свидетеля Иеговы являлись осуждёнными по статье 282.2 УК РФ, и не менее 255 свидетелей Иеговы находились под стражей или под домашним арестом[246].
- К 15 декабря 2021 года, по подсчётам свидетелей Иеговы, общее число уголовных дел достигло 271, в рамках них уголовному преследованию подвергались 583 верующих в 70 регионах[247][248].
- Межрегиональная общественная организация «Правозащитный центр „Мемориал“» сообщала, что на 4 апреля 2022 года уголовному преследованию подвергались не менее 568 отдельных российских свидетелей Иеговы, а всего к тому моменту через преследования прошли не менее 635 отдельных верующих[249].

Уголовному преследованию подвергся также сын бывшего председателя Управленческого центра свидетелей Иеговы в России Василия Калина Ярослав Калин, который на январь 2023 года провёл в СИЗО более года; обыски проводились также у внучки Василия и её мужа — Лилии и Николая Мериновых (сам Василий Калин после запрета Управленческого центра покинул Российскую Федерацию).
По данным адвоката Павла Чикова, к марту 2023 года свидетели Иеговы составляли наиболее весомую часть среди тех, кто в России привлекается преследованию по статье 282.2 УК РФ (участие в деятельности экстремистского сообщества).
Статистика обысков. По данным журналиста сетевого издания «Люди Байкала» Ольги Мутовиной, за период с 2017 по 2022 годы в жилищах свидетелей Иеговы было проведено около 1,8 тыс. обысков в 71 регионе России (2018 — 269; 2019 — 489; 2020 — 447; 2021 — 382; 2022 — 201).
Блокировка счетов. Некоторых верующих, в отношении которых ведётся следствие или вынесены приговоры, включают в «перечень террористов и экстремистов» Росфинмониторинга, что влечёт блокировку их банковских счетов.
Заявления о пытках. 19 февраля 2019 года свидетели Иеговы и их адвокаты в Сургуте заявили о пытках, применявшихся не менее чем к семерым из обвиняемых в процессе допросов сотрудниками Следственного комитета с целью раскрыть фамилии старейшин, места проведения собраний и другую информацию. Один из верующих заявил, что подвергался пыткам трижды, в том числе за ссылку на 51-ю статью Конституции и за отказ сообщить пароль от телефона. Следственный комитет сначала опровергал, но позже подтвердил применение насилия к задержанным из-за якобы оказания ими сопротивления, отрицая применение электрошокеров, однако независимая экспертиза показала, что раны на телах характерны для воздействия электрического тока. Тем не менее, в возбуждении дела о пытках было отказано.
Позже в 2020 году о пытках электрошокером заявил задержанный свидетель Иеговы из Читы Вадим Куценко. В 2021 году об избиениях и пытках во время обысков сообщили минимум пятеро свидетелей Иеговы из Иркутска. Некоторые из них подали заявления в полицию и СК о привлечении виновных к ответственности, однако, несмотря на наличие у них медицинских заключений, им было отказано в проведении проверки. Также о пытках и избиениях заявляли шестеро осуждённых саратовских свидетелей по прибытии в колонию в 2020 году, одному из них — Феликсу Махаммадиеву — потребовалось хирургическое вмешательство.
Статистика приговоров. По данным ИАЦ «Сова», первый обвинительный приговор был вынесен 27 декабря 2018 года 70-летнему Аркаде Акопяну из Кабардино-Балкарии, который был приговорён к 120 часам обязательных работ. Вторым стал вышеупомянутый приговор Деннису Кристенсену в феврале 2019 года, получившему шесть лет колонии. Позже в сентябре 2019 года осудили сразу шестерых свидетелей Иеговы из Саратова, приговорив их к срокам от 2 до 3,5 лет колонии общего режима.

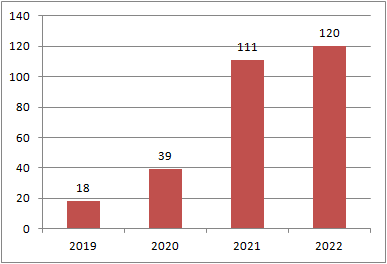
Статистика обвинительных приговоров свидетелям Иеговы в России после запрета в 2017 году (включая штрафы, условные сроки или лишение свободы).

Впоследствии, по данным различных источников, число приговоров, вынесенных отдельных свидетелям Иеговы, менялось следующим образом:
- На 26 февраля 2021 года, по данным свидетелей Иеговы, приводимых ИАЦ «Сова», в России 9 свидетелей Иеговы из 4 регионов отбывали наказание в колониях, а 39 из 16 регионов — ожидали приговора суда в следственных изоляторах[261].
- На 10 апреля 2021 года, по данным свидетелей Иеговы, опубликованным газетой «Коммерсантъ», обвинение было предъявлено 462 свидетелям, в СИЗО находились 54 человека, и ещё 32 — под домашним арестом[9].
- К 15 декабря 2021 года, по данным свидетелей Иеговы, приводимых ИАЦ «Сова», приговоры были вынесены в общей сложности 165 сторонникам организации, которые получили реальные или условные сроки либо штрафы. Максимальный срок по приговорам составил 8 лет колонии общего режима. В колониях и СИЗО на указанную дату находились 76 человек, а общее число прошедших через СИЗО и колонии составило 314 человек[247].
- К сентябрю 2022 года число свидетелей Иеговы, находящихся в колониях или СИЗО, достигло 100 человек[262].
- На конец октября 2022 года, по данным «Поддержки политзаключенных. Мемориал», преследованию с мая 2017 года подверглись не менее 660 свидетелей Иеговы[19].
- 2022 год стал рекордным по количеству вынесенных приговоров. Из 120 членов организации, привлечённых к уголовной ответственности в 2022 году, 45 были приговорены к реальному лишению свободы со средним сроком 5 лет 6 месяцев[19].
- На январь 2023 года находились за решёткой 115 членов организации, а общее число тех, кто побывал или остаётся в заключении, — 367 человек[19].

Юридические аспекты преследований. 20 июня 2018 года Совет по развитию гражданского общества и правам человека при президенте РФ, анализируя материалы 17 уголовных дел против отдельных свидетелей Иеговы, пришёл к выводу, что во всех случаях предъявленные им обвинения базировались на утверждениях, что группа верующих проводила богослужение — совместно читала Библию и молилась, что интерпретировалось следственными органами как «продолжение деятельности экстремисткой организации».
28 октября 2021 года Пленум Верховного суда РФ опубликовал упомянутые выше разъяснения о том, что участники религиозной организации, ликвидированной судом в качестве экстремистской, могут реализовывать свои права на свободу совести и свободу вероисповедания индивидуально или совместно, в том числе путём совершения богослужений или иных религиозных обрядов и церемоний, и что такие действия сами по себе не образуют состава преступления. По мнению некоторых юристов и правозащитников (в том числе Романа Лункина, Леонида Никитинского и Александра Верховского), Постановление сократит, но не позволит полностью искоренить уголовное преследование свидетелей Иеговы, поскольку трактовка ряда формулировок остаётся двусмысленной, а также продолжится преследование за проповедническую деятельность.
Менее чем через месяц, 22 ноября 2021 года, опираясь на упомянутое Постановление, суд Владивостока вынес оправдательный приговор свидетелю Иеговы Дмитрию Бармакину, которого обвиняли в организации деятельности запрещённой организации. Суд согласился с доводами защиты, что Бармакин фактически преследовался за своё вероисповедание, и признал за ним право на реабилитацию. Следом аналогичным образом были отменены приговоры, ранее вынесенные Алексею Хабарову из Пскова, Константину и Снежане Баженовым и Вере Золотовой с Камчатки. Ещё одно дело девяти свидетелей Иеговы из Коми в соответствии с данным Постановлением было возвращено в прокуратуру, поскольку обвиняемым вменялось также исключительно исповедание религии. Тем не менее, поток уголовных дел на свидетелей Иеговы после выхода Постановления не прекратился. Оправдательные приговоры Бармакину, Хабарову, Баженовым и Золотовой также со временем были отменены, все дела были направлены на новое рассмотрение, в результате которого Баженовы и Золотова получили по два года условного срока, Бармакин — 8 лет колонии общего режима, а Хабаров — 2,5 года общего режима.
Поддержка преследуемых внутри организации. Свидетели Иеговы со всего мира оказывают посильную помощь своим единоверцам, находящимся в местах лишения свободы в России. Так, осуждённый из Саратова Феликс Махаммадиев за время заключения получил более 10000 писем, Александр Щербина — более 3000 писем, а Юрий Савельев — до 20 тысяч писем. Местные свидетели в большом количестве приходят на судебные заседания к своим единоверцам, направляют им посылки с одеждой и продуктами, а также посещают администрацию местных пенитенциарных учреждений в качестве общественного контроля за условиями отбывания наказания. По словам религиоведа Сергея Иваненко, таким образом свидетели Иеговы реализуют евангельскую заповедь «любить друг друга».

### Конфискация имущества юридических лиц
Запрет юридических лиц свидетелей Иеговы в России в 2017 году означал конфискацию в пользу государства всего принадлежащего этим юридическим лицам имущества (не затрагивая имущество отдельных членов организации). По оценочным данным журналистов «Открытой России» Алеси Мароховской и Ирины Долининой, а также Центра управления расследованиями, на июнь 2017 года юридические лица свидетелей Иеговы владели 211 объектами недвижимости в 57 регионах России кадастровой стоимостью 1,9 млрд рублей. ЕСПЧ в постановлении 2022 года говорит о минимум 387 объектах недвижимости.
Собственность свидетелей Иеговы в России делилась на две категории: принадлежащая зарегистрированной организации в России, а также её отделениям, и принадлежащая иностранным организациям свидетелей Иеговы. Последняя не должна была подлежать конфискации в доход государства. Поэтому после подачи Генеральной прокуратурой РФ иска о запрете деятельности свидетелей Иеговы и до вступления в силу решения Верховного суда РФ зарегистрированные российские организации свидетелей Иеговы передали право собственности на большую часть своих культовых помещений иностранным религиозным организациям и частным лицам, которые затем заключили с прежними владельцами договора о бесплатном пользовании этими помещениями с целью отправления религиозного культа. В ряде случаем российские власти пытались мешать таким сделкам: так, в Ставропольском крае община свидетелей Иеговы не смогла зарегистрировать договор дарения земли и помещения «свидетелям» из Дании. Всего таким образом были переданы 269 объектов недвижимости, а не переданными остались 97 объектов недвижимости. После вступления решения о запрете деятельности в законную силу власти России стали подавать судебные иски в российские суды об аннулировании таких сделок по передаче объектов недвижимости. Позже ЕСПЧ отметил, что каждый такой иск удовлетворялся.
По состоянию на 1 сентября 2021 года российским властям удалось конфисковать:
- 21 объект недвижимости, принадлежавший центральной организации свидетелей Иеговы;
- 97 объектов недвижимости, принадлежавших местным религиозным организациям (МРО);
- 128 из 269 объектов недвижимости, переданных местными организациями иностранным религиозным организациям свидетелей Иеговы до решения суда о запрете деятельности и ликвидации.

### Нежелательные организации
В октябре 2023 года Генеральная прокуратура РФ признала «нежелательными» юридические лица свидетелей Иеговы, зарегистрированные в США («Общество Сторожевой башни, Библии и трактатов Пенсильвании»), Украине и Германии.

### Обжалование в Европейском суде по правам человека
1 декабря 2017 года Европейский суд по правам человека (ЕСПЧ) частично коммуницировал (принял к рассмотрению и запросил мнение российских властей) жалобу Управленческого центра Свидетелей Иеговы в России и его председателя Василия Калина, поданную 3 февраля 2017 года. Заявители оспаривали предупреждение о недопустимости экстремистской деятельности, вынесенное Управленческому центру Генеральной прокуратурой 2 марта 2016 года.
7 мая 2018 года Европейский суд по правам человека коммуницировал зарегистрированную 15 января 2018 года жалобу Глазовской и ещё 394 местных религиозных организаций свидетелей Иеговы в России, их председателей и рядовых членов. Жалоба касается вынесенного 20 апреля 2017 года Верховным судом РФ решения о запрете деятельности Управленческого центра Свидетелей Иеговы в России и местных общин свидетелей Иеговы как экстремистских, ликвидации всех этих организаций и обращении их собственности в пользу государства. Общая сумма требований о компенсации по жалобам свидетелей Иеговы составила 79 215 679 евро.
7 июня 2022 года было опубликовано постановление Европейского суда по правам человека по делу «МРО Таганрог и другие против России», в которое были объединены 20 жалоб, поданных Свидетелями Иеговы против России с 2010 по 2019 год (перевод решения на русский язык был опубликован 16 августа 2022 года). В этом деле участвовали 1444 заявителя: 1014 верующих и 430 юридических лиц, учреждённых верующими. В постановлении Европейский суд по правам человека признал, что Россия нарушила следующие положения Европейской конвенции по правам человека:
- Статью 5 — право на личную свободу и неприкосновенность;
- Статью 9 — право на свободу мысли, совести и религии;
- Статью 10 — право на свободу выражения мнения;
- Статью 11 — свобода собраний и объединений;
- Статью 1 Протокола № 1 к Конвенции — уважение частной собственности.

По мнению ЕСПЧ, понятие экстремизма в российском законодательстве определено слишком широко, из-за чего «было неправильно использовано для преследования верующих или религиозных служителей только на основании их убеждений». В постановлении отмечено, что вера в исключительность собственной истинной и постулат о «ложности» других религий свойственны почти любому вероучению и не должны сами по себе вести к преследованию, если не сопровождаются разжиганием или оправданием насилия или ненависти. Последнее, по мнению суда, свидетелям Иеговы не свойственно, так как они «исповедуют доктрину ненасилия». Согласно постановлению ЕСПЧ, Россия должна заплатить заявителям компенсации за нематериальный ущерб на общую сумму более 3,4 млн евро, также суд предписал вернуть верующим всё конфискованное имущество либо выплатить за него компенсацию в сумме более 59,6 млн евро. Кроме того, ЕСПЧ потребовал прекратить преследования членов общины свидетелей Иеговы, освободить 91 заключённого из их числа, отменить запрет их публикаций и сайта, а также пересмотреть решения судов о запрете юридических лиц.
На следующий день, 8 июня 2022 года, Государственная дума РФ приняла в третьем чтении пакет законов о неисполнении решений ЕСПЧ, вынесенных после 15 марта 2022 года (в связи с исключением России из Совета Европы с 16 марта из-за событий в Украине), к котором относится и вынесенное постановление от 7 июня о свидетелях Иеговы. В то же время, Европейская конвенция по правам человека Россией не денонсирована и продолжает действовать в отношении неё до 16 сентября 2022 года, что, по данным адвокатов, делает обязательным устранение выявленных нарушений прав человека. Кроме того, Россией ратифицирована Венская конвенция 1969 года, согласно которой никакие внутренние законы страны не могут служить основанием для неисполнения международных договоров.

### Оценки
Специальный докладчик ООН по вопросу о праве на свободу мирных собраний и о праве на ассоциацию Майна Кай отрицательно отнеслась к предложенному запрету и прокомментировала ситуацию для службы новостей «Forum 18»: «Российские власти утверждают, что свидетели Иеговы являются экстремистской группой, но в действительности экстремальным выглядит именно движение властей к их полному запрету».
Православный публицист Сергей Худиев в статье на портале «Православие и мир», считая, что свидетели Иеговы «люди, несомненно, заблуждающиеся», а их учение — «тяжёлая ересь», вместе с тем полагает, что их возможный запрет в России означает фактическое сворачивание свободы вероисповедания. По его мнению, приписать «экстремизм» Церкви можно ровно с тем же успехом, что и ереси. Размывание понятия «экстремизм» само по себе опасно, пишет Худиев, так как, по его словам, «если можно объявить „экстремистом“ человека, который и не помышляет ни о каких злодействах и мятежах, а просто имеет странные богословские воззрения, то само понятие „экстремизма“ становится универсальным кистенем, которым можно прибить кого угодно».
Корреспондент радиостанции «Голос Америки» Виктор Владимиров отмечает, что председатель независимого агентства правительства США Комиссии по безопасности и сотрудничеству в Европе, сенатор США Роджер Уикер, его сопредседатель конгрессмен США Крис Смит и член комиссии Ричард Хадсон в связи с требованием российского Министерства юстиции в судебном порядке запретить религиозную деятельность свидетелей Иеговы в России на основании того, что они являются членами «экстремистской организации», выступили в совместным заявлением, где Уикер счёл недопустимым «применять несовершенное контртеррористическое законодательство против людей, которые хотят исповедовать свою веру», кроме того высказав мнение, что «российское правительство использует реальную угрозу насильственного экстремизма, чтобы окончательно уничтожить последние остатки свободы совести в стране» и отметив, что «это отвлекает от реальной борьбы с терроризмом».
На официальном сайте Американского мемориального музея Холокоста была «выражена глубокая тревога в связи с сообщениями о притеснениях свидетелей Иеговы в России и желанием российского Минюста запретить эту религию из-за участия её членов в „экстремистской деятельности“». Директор музея Сара Блумфилд отметила, что «Холокост учит нас опасностям государственного покровительства в деле назначения любой группы в качестве цели для удара», и добавила, что «хотя то, что происходит в России, нисколько не сравнимо с нацистской Германией, важно помнить, что нацистская партия воспринимала свидетелей Иеговы как угрозу государству и подвергала их сильному преследованию».
Представитель Центрального ведомства евангелической церкви Германии по вопросам мировоззрения психолог Михаэль Утш в интервью для Deutsche Welle сказал, что притязание свидетелей Иеговы «на роль единственной истинной христианской организации в мире» весьма несовременно «для общества, стремящегося к диалогу культур». При этом Утш высказал мнение, что свидетели Иеговы «миролюбивы, отказываются брать в руки оружие, проповедуют любовь к ближнему, воспринимают взаимопомощь как основу жизни в общине, делают пожертвования». Исходя из этого он считает, что «к экстремизму всё это не имеет никакого отношения», а запрет свидетелей Иеговы в России, по его словам, является признанием руководства страны «в неспособности обеспечить соблюдение основных прав человека».
Пресс-секретарём Европейской службы внешних дел в связи с признанием действительным запрета деятельности свидетелей Иеговы в России было сделано заявление, в котором говорится, что «этот запрет уже привёл к уголовному преследованию свидетелей Иеговы, а также к проведению полицейских облав в местах богослужения, умышленным поджогам и другим формам притеснения».

### Реакция
В 2002 г. в издании «НГ-Религии» доктор юридических наук Л. С. Симкин в своём обзоре составленного историком М. И. Одинцовым сборника документов по операции «Север» и других материалов о свидетелях Иеговы в Советском Союзе отметил актуальность проблемы религиозного экстремизма, но допустил вероятность того, что «чиновники, причастные к государственно-церковным отношениям», подключатся «наравне с иными ведомствами к поиску экстремистов» и станут «искать их среди тех же „сектантов“», которые «в отличие от настоящих экстремистов всегда на виду», и с доктриной которых «легко ознакомиться, а ознакомившись, выискивать крамолу».
14 февраля 2012 года Европейский парламент выразил «глубокую озабоченность в отношении неправильного использования антиэкстремистского законодательства» в отношении свидетелей Иеговы и «неуместного запрета их материалов в качестве экстремистских».
В марте 2009 года председатель руководящего комитета «Управленческого центра свидетелей Иеговы в России» Василий Калин направил открытое письмо Генеральному прокурору Российской Федерации Юрию Чайке с просьбой положить конец, по его мнению, массовой дискриминации свидетелей Иеговы по религиозному признаку.

20 ноября 2009 года российские свидетели Иеговы направили письмо президенту РФ Дмитрию Медведеву с просьбой о защите от чиновничьего произвола и предоставлении эффективной судебной защиты. Ответ пришёл из Министерства юстиции Российской Федерации: 
Сообщаем, что определением Верховного суда Российской Федерации от 08.12.2009 оставлено без изменения решение Ростовского областного суда… о ликвидации  и признании экстремистской местной религиозной организации Свидетели Иеговы «Таганрог».
В 2015 году Комитет по правам человека ООН выразил озабоченность сообщениями, что Федеральный закон «О противодействии экстремистской деятельности» «всё чаще используется для ограничения […] свободы религии, будучи направлен, в частности, против свидетелей Иеговы».
Директор информационно-аналитического центра «Сова» Александр Верховский считает применение антиэкстремистского законодательства по отношению к свидетелям Иеговы в России неправомерным, экспертизу, проводимую оценку литературы свидетелей Иеговы — некомпетентной, а результаты экспертизы — нелепыми.
В «Ежегодном докладе о нарушениях прав человека на свободу совести в России», представленном 22 января 2010 года, Институт свободы совести и Московская Хельсинкская группа осудили факты преследования свидетелей Иеговы.
Представители ряда неправительственных организаций России, Украины, Белоруссии, Молдавии, Азербайджана и Таджикистана, в том числе Олег Орлов, Александр Верховский, Герман Алеткин, директор Центра миротворческих и правозащитных действий, Элла Полякова, Татьяна Котляр, депутат Законодательного собрания Калужской области, в 2010 году осудили преследование свидетелей Иеговы в России по обвинениям в экстремизме, отметив, что эти преследования, по их мнению, имеют лишь видимость законности, так как отнесение публикаций свидетелей Иеговы к экстремистским материалам «основывается на недобросовестных, „заказных“ экспертизах, проводимых отобранными прокуратурой экспертами».
11 февраля 2011 года эксперт Института прав человека Лев Левинсон выступил в интернет-издании Портал-Credo.ru с обращением к правозащитникам в связи с новой волной судебных преследований свидетелей Иеговы в России. По мнению Левинсона, репрессии против свидетелей Иеговы в России — главная на сегодня правозащитная проблема страны.
По мнению Светланы Ганнушкиной, преследование свидетелей Иеговы объясняется отношениями государства с Русской православной церковью, а оснований для преследования свидетелей Иеговы нет. «Это не экстремистская секта, а серьёзные христиане, ничем не хуже наших православных. Объясняется всё тем, что они составляют конкуренцию нашей официальной церкви. К сожалению, руководство церкви ведёт себя в этом отношении весьма нетактично и не политкорректно».
Международная правозащитная организация Amnesty International выступила в защиту организации от преследований со стороны российских властей.

### Санкции
10 сентября 2019 года Государственный департамент США ввёл санкции в отношении двух сотрудников регионального управления Следственного комитета Российской Федерации в Сургуте — главы регионального следственного отдела Владимира Ермолаева и старшего следователя отдела Степана Ткача, обвинив их в причастности к пыткам и нарушениям прав свидетелей Иеговы, и запретив им и их родственникам въезд в США.

### Комментарии
1. ↑  Приказ Роскомнадзора от 18 мая года исправлял технические неточности приказа от 26 апреля 2010 года[94].